# Moderní pětiboj na Letních olympijských hrách 2008 – ženy – jednotlivkyně
Moderní pětiboj žen na Letních olympijských hrách 2008 v Pekingu se konal v pátek 22. srpna. Byla použita tři místa: Olympic Green Convention Center (střelba a šerm), Ying Tung Natatorium (plavání) a stadion olympijského sportovního centra (jezdectví a běh).
Zlatou medaili v ženské disciplíně získala Lena Schönebornová z Německa se ziskem 5792 bodů. Heather Fellová si připsala vůbec první stříbrnou medaili pro Velkou Británii a celkově čtvrtou v ženské soutěži. Victoria Tereshuková z Ukrajiny vyhrála historicky první olympijskou medaili v moderním pětiboji, když získala bronz, ale následně jí byla medaile odebrána po opakovaném dopingovém testu.

## Výsledky
| Rank             | Athlete                       | Střelba Skóre (body) | Šerm Vítězství (body) | Plavání Čas (body) | Jezdectví Skóre (body) | Běh Čas (body)  | Celkový počet bodů |
| ---------------- | ----------------------------- | -------------------- | --------------------- | ------------------ | ---------------------- | --------------- | ------------------ |
| Zlatá medaile    | Lena Schöneborn (GER)         | 177 (1060)           | 28 (1072)             | 2:16.91 (1280)     | 68.05 (1172)           | 10:28.82 (1208) | 5792               |
| Stříbrná medaile | Heather Fell (GBR)            | 185 (1156)           | 20 (880)              | 2:12.77 (1328)     | 71.58 (1144)           | 10:19.28 (1244) | 5752               |
| Bronzová medaile | Victoria Tereshuk (UKR)       | 178 (1072)           | 22 (928)              | 2:13.97 (1316)     | 70.10 (1088)           | 10:13.25 (1268) | 5672               |
| 4                | Anastasia Samusevich (BLR)    | 187 (1180)           | 19 (856)              | 2:29.64 (1128)     | 67.60 (1172)           | 10:04.46 (1304) | 5640               |
| 5                | Chen Qian (CHN)               | 177 (1060)           | 20 (880)              | 2:18.58 (1260)     | 68.65 (1200)           | 10:27.41 (1212) | 5612               |
| 6                | Paulina Boenisz (POL)         | 183 (1132)           | 21 (904)              | 2:24.08 (1192)     | 83.27 (1096)           | 10:20.95 (1240) | 5564               |
| 7                | Katy Livingston (GBR)         | 178 (1072)           | 17 (808)              | 2:15.68 (1292)     | 67.28 (1172)           | 10:29.47 (1204) | 5548               |
| 8                | Aya Medany (EGY)              | 184 (1144)           | 22 (928)              | 2:15.69 (1292)     | 71.78 (1004)           | 10:36.05 (1176) | 5544               |
| 9                | Amélie Caze (FRA)             | 177 (1060)           | 22 (928)              | 2:11.29 (1348)     | 72.83 (1116)           | 10:59.82 (1084) | 5536               |
| 10               | Xiu Xiu (CHN)                 | 183 (1132)           | 19 (856)              | 2:17.17 (1276)     | 69.84 (1144)           | 11:06.31 (1056) | 5464               |
| 11               | Belinda Schreiber (SUI)       | 188 (1192)           | 18 (832)              | 2:16.96 (1280)     | 66.82 (1172)           | 11:23.70 (988)  | 5464               |
| 12               | Tatiana Mouratova (RUS)       | 179 (1084)           | 22 (928)              | 2:22.98 (1208)     | 76.56 (1108)           | 10:49.35 (1124) | 5452               |
| 13               | Donata Rimšaitė (LTU)         | 175 (1036)           | 17 (808)              | 2:20.57 (1236)     | 67.38 (1088)           | 10:13.76 (1268) | 5436               |
| 14               | Claudia Corsini (ITA)         | 184 (1144)           | 14 (736)              | 2:19.22 (1252)     | 69.83 (1116)           | 10:40.01 (1160) | 5408               |
| 15               | Laura Asadauskaitė (LTU)      | 175 (1036)           | 12 (688)              | 2:21.76 (1220)     | 68.94 (1200)           | 10:18.95 (1248) | 5392               |
| 16               | Lucie Grolichova (CZE)        | 177 (1060)           | 23 (952)              | 2:19.78 (1244)     | 60.79 (1060)           | 11:06.47 (1056) | 5372               |
| 17               | Sylwia Czwojdzinska (POL)     | 174 (1024)           | 21 (904)              | 2:18.76 (1256)     | 83.30 (1040)           | 10:52.41 (1112) | 5336               |
| 18               | Yane Marques (BRA)            | 185 (1156)           | 19 (856)              | 2:15.44 (1296)     | 85.86 (948)            | 11:01.61 (1076) | 5332               |
| 19               | Sheila Taormina (USA)         | 173 (1012)           | 4 (496)               | 2:08.86 (1376)     | 71.54 (1200)           | 10:25.05 (1220) | 5304               |
| 20               | Zsuzsanna Vörös (HUN)         | 182 (1120)           | 15 (760)              | 2:16.96 (1280)     | 77.62 (1076)           | 11:04.30 (1064) | 5300               |
| 21               | Margaux Isaksen (USA)         | 171 (988)            | 15 (760)              | 2:20.30 (1240)     | 71.59 (1144)           | 10:40.41 (1160) | 5292               |
| 22               | Hanna Arkhipenka (BLR)        | 180 (1096)           | 16 (784)              | 2:27.06 (1156)     | 66.24 (1144)           | 10:53.23 (1108) | 5288               |
| 23               | Jeļena Rubļevska (LAT)        | 181 (908)            | 27 (1048)             | 2:22.94 (1208)     | 74.64 (980)            | 10:49.35 (1124) | 5268               |
| 24               | Leila Gyenesei (HUN)          | 171 (988)            | 13 (712)              | 2:13.84 (1316)     | 67.13 (1172)           | 11:02.35 (1072) | 5260               |
| 25               | Evdokia Gretchichnikova (RUS) | 178 (1072)           | 20 (880)              | 2:26.37 (1164)     | 70.17 (976)            | 10:43.65 (1148) | 5240               |
| 26               | Galina Dolgushina (KAZ)       | 176 (1048)           | 23 (952)              | 2:26.28 (1168)     | 69.21 (1144)           | 11:44.57 (904)  | 5216               |
| 27               | Monica Pinette (CAN)          | 187 (1180)           | 11 (664)              | 2:29.95 (1124)     | 67.88 (1144)           | 11:00.45 (1080) | 5192               |
| 28               | Marlene Sanchez (MEX)         | 186 (1168)           | 17 (808)              | 2:27.39 (1152)     | 92.47 (1020)           | 11:18.11 (1008) | 5156               |
| 29               | Eva Trautmann (GER)           | 168 (952)            | 9 (616)               | 2:17.17 (1276)     | 80.46 (1024)           | 10:40.25 (1160) | 5028               |
| 30               | Omnia Fakhry (EGY)            | 186 (1168)           | 17 (808)              | 2:15.72 (1292)     | 102.51 (776)           | 11:32.10 (952)  | 4996               |
| 31               | Kara Grant (CAN)              | 178 (1072)           | 15 (760)              | 2:45.26 (940)      | 67.27 (1060)           | 10:44.45 (1144) | 4976               |
| 32               | Sara Bertoli (ITA)            | 174 (1024)           | 13 (712)              | 2:21.92 (1220)     | 107.07 (872)           | 10:48.46 (1128) | 4956               |
| 33               | Yun Cho-Rong (KOR)            | 166 (928)            | 16 (784)              | 2:22.88 (1208)     | 71.57 (1060)           | 11:47.30 (892)  | 4872               |
| 34               | Rita Sanz-Agero (GUA)         | 171 (988)            | 7 (568)               | 2:29.41 (1128)     | 68.38 (1116)           | 11:09.98 (1044) | 4844               |
| 35               | Angela Darby (AUS)            | 164 (904)            | 12 (688)              | 2:35.59 (1056)     | 67.23 (1172)           | 11:21.96 (996)  | 4816               |
| 36               | Lada Jienbalanova (KAZ)       | 170 (976)            | 15 (760)              | 2:19.13 (1252)     | 142.90 (748)           | DNS (0)         | 3736               |